# Rito Ramón Aroche
Rito Ramón Aroche, (nació el 22 de mayo de 1961 en La Habana, Cuba) es poeta y crítico literario. Es uno de los importantes poetas de la llamada Generación de los Ochenta. De su poesía, el reconocido crítico cubano Enrique Saínz expresó: «Rito Ramón Aroche hace poesía experimental con una peculiar percepción del espacio y de las cosas, y al mismo tiempo con las lecturas que han contribuido a edificar su yo, lecturas formadoras en lo que tienen de experiencia de lenguaje y en lo que tienen de reveladoras en el orden distinto del universo que nos entregan pensadores y poetas diversos de estos años posmodernos».

## Datos biográficos
Publicó sus primeros poemas en la antología En las puertas de la ciudad, Ediciones Extramuros, 1993. Obtuvo mención en el Concurso David de Poesía en 1991, y el premio Abril de Poesía en ese mismo año, así como el Premio de Poesía “La ciudad de las columnas” en 1994, y el premio de Poesía “Luis Rogelio Nogueras” en 1993. En 2006 obtuvo el Premio de Poesía de La Gaceta de Cuba.
Ha publicado en Revista Poesía, Carabobo, Venezuela; El cocodrilo poeta, México, Revista Unión, Revista Casa de las Américas, El Caimán Barbudo y Revolución y Cultura, Contracorriente  y Revista La Isla Infinita. Es Miembro de la Unión de Escritores y Artistas de Cuba desde 1995. Además de la poesía cultiva la crítica literaria. Ha impartido conferencias en importantes eventos literarios cubanos y extranjeros, entre los que se encuentran:
- Romerías de mayo, evento de la Asociación Hermanos Saíz. 1993, Holguín (ponente)
- Jornada Nacional de la Poesía Cubana (UNEAC), Sancti Spíritus 1998, 1999, 2000, 2001 y 2008
- Festival del Caribe, Santiago de Cuba, 2000
- Festival del Caribe, Santiago de Cuba, 2001
- Evento Internacional “La poesía del lenguaje”, Instituto Cubano del Libro, 2001
- Festival de Poesía en Nassjo, Suecia, 2001
- Festival Internacional de Poesía de Medellín, Colombia. 2006
- Festival Internacional de Poesía en Pernambuco, Brasil. 2008

Actualmente reside en La Habana, y es promotor cultural en la Dirección de Literatura del Instituto Cubano del Libro.

## Obra
Ha publicado los siguientes libros de poemas:
- Material Entrañable, Editora Abril, La Habana, 1994
- Puerta Siguiente. Editorial Extramuros, La Habana, 1993
- Cuasi, Volumen II, Colección Pinos Nuevos, Editorial Letras Cubanas, La Habana, 1998.
- Cuasi, Volumen I, Editorial Unión, La Habana, 2002.
- Del río que durando se destruye. Editorial Letras Cubanas, La Habana, 2005
- El libro de los colegios reales. Editorial Extramuros, La Habana, 2005.
- Andamios. Editorial Unión, La Habana, 2007.
- Límites de alcanía, Bokeh press, Leiden, 2016.